# Wanhatti
Wanhatti è un comune (ressort) del Suriname di 346 abitanti sul fiume Cottica poco lontano dal confine con la Guyana francese.